# Suikerspinkapsel
Het suikerspinkapsel is een type dameskapsel waarbij lange hoofdharen in een kegelvorm omhoog en lichtjes achterover gestoken en gekamd worden, waardoor het kapsel op een suikerspin of een bijenkorf lijkt. Ook lijkt het kapsel op de neus van de B-52 bommenwerper. Naar die gelijkenis verwijst de groepsnaam van de Amerikaanse band The B-52's, van wie de zangeressen Kate Pierson en Cindy Wilson een tijd zo'n kapsel droegen.

## Oorsprong
In de jaren 50 ontwikkelden zich voor vrouwen overdadige haarstijlen die weelderigheid als teken van de stijgende welvaart moesten uitstralen. In 1960 werd door het Amerikaanse tijdschrift Modern Beauty Salon een wedstrijd uitgeschreven om het kapsel voor de jaren 60 te ontwerpen. Margaret Vinci Heldt, eigenares van kapsalon Margaret Vinci Coiffures in Chicago won de competitie met haar bijenkorf-creatie. Het kapsel beleefde tot in de vroege jaren '70 populariteit in de westerse landen, maar werd wel kitsch genoemd.

## Techniek
Door het hoofdhaar op-, omhoog en uiteen te kammen tot een taps toelopende haarberg die vervolgens licht achterover gekamd wordt ontstaat de suikerspin, meest ondersteund door veel haarlak of suikerwater. De haarlengte bepaalt aldus de hoogte van de suikerspin. Veelal droeg men pruiken ter vervanging van het moeilijk te fabriceren kapsel.
Gelijkende haarstijlen zijn de wijder uiteengekamde bouffant, zoals Myra Hindley en Dusty Springfield vanaf 1966 dat droegen, en de minder hoog reikende en naar voren gestoken pompadour, genoemd naar Madame de Pompadour, bekend van onder andere het pin-upmodel Betty Grable en Mimi La Bonque uit de tv-serie 'Allo 'Allo!.

## Bekende draagsters

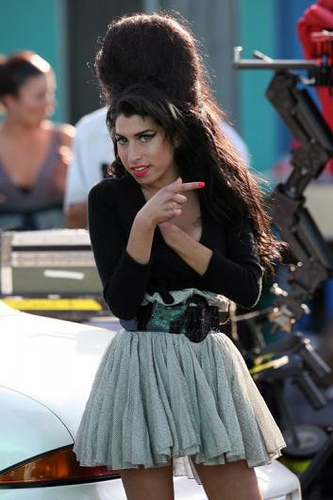
Amy Winehouse met suikerspinpruik.

De volgende personen hadden gedurende een bepaalde periode een suikerspinkapsel, of droegen een pruik in die vorm.
- Audrey Hepburn in de film Breakfast at Tiffany's (1961).
- Brigitte Bardot begin jaren 60.
- De zangeressen van The Fouryo's.
- Anneke Grönloh in 1963/64.
- De Amerikaanse meidengroep The Ronettes.
- Milly Scott ten tijde van haar deelname aan het Eurovisiesongfestival 1966.
- Mieke Stemerdink trad medio jaren 80 met De Gigantjes op met een suikerspinkapsel, dat gaandeweg wel minder hoog opgestoken werd.
- Beyoncé.
- Tv-karikatuur Marge Simpson uit de Amerikaanse serie The Simpsons.
- Sommige leden van de Deense band Cartoons.
- Vrouwelijke leden van de Amerikaanse band The B-52's.
- De Britse zangeres Amy Winehouse droeg een suikerspinpruik, geïnspireerd door het voorkomen van Ronnie Spector, leadzangeres van The Ronettes.